# بلاوفتون (آرکانزاس)
بلاوفتون (به انگلیسی: Bluffton) یک منطقهٔ مسکونی در ایالات متحده آمریکا است که در شهرستان یل، آرکانزاس واقع شده‌است. بلاوفتون ۱۳۴٫۱۱ متر بالاتر از سطح دریا واقع شده‌است.